# 张庄古墓
张庄古墓，位于山东省莘县十八里铺镇。是入中华人民共和国山东省省级文物保护单位之一。
2013年，列入第四批山东省文物保护单位，该文物保护单位是一座古墓葬。